# Rolands Freimanis
Rolands Freimanis (Gulbene, 21 gennaio 1988) è un cestista lettone.

## Palmarès

### Squadra
- Campionato estone: 1

Kalev/Cramo: 2015-16
- Coppa di Polonia: 3

Włocławek: 2020
Zielona Góra: 2021
Trefl Sopot: 2023
- Supercoppa polacca: 1

Włocławek: 2019

### Individuale
- VTB United League Sixth Man of the Year: 1

Zielona Góra: 2020-21